# Леонов Дмитро Валерійович
Дмитро́ Вале́рійович Лео́нов (нар. 6 листопада 1988, Євпаторія, УРСР) — український футболіст, півзахисник клубу «Чорноморець» (Одеса).

## Кар'єра гравця
Вихованець сімферопольського Училища олімпійського резерву. Першою професійною командою Леонова був ялтинський «Ялос» в 2006 році. Далі футболіст змінив 6 клубів нижчих дивізіонів, але ніде не затримувався більше ніж на один сезон.
Навесні 2011 року став гравцем білоцерківського «Арсеналу». У цій команді затримався на три сезони. Був лідером команди. У цей період його переглядали клуби Прем'єр-ліги «Карпати» та «Севастополь», проявляли інтерес й інші команди. Восени 2012 року у Арсеналу виникли фінансові проблеми і Леонов вирішив покинути клуб. Футболіст мав пропозиції по першій лізі і одну пропозицію з клубу Прем'єр-ліги — «Кривбасу». Поїхав до Кривого Рогу, але залишитися в цій команді не вийшло. З першої ліги оптимальними варіантами були «Олександрія» та «Сталь». Леонов вибрав Алчевськ.
У «Сталі» надійно закріпився в основному складі і заграв на позиції правого хавбека. Був швидкий, вигадливий та небезпечний. Вдало зіграв у важливих матчах проти охтирчан і краматорчан. Під № 2 на позиції правого півзахисника увійшов до збірної Першої ліги сезону 2012/13 за версією порталу Football.ua. За 2 сезони проведені в Алчевську завоював срібні та бронзові медалі першої ліги.
Влітку 2014 року перейшов в «Олександрію». З цією командою став переможцем турніру першої ліги і 2 серпня 2015 року в грі з харківським «Металістом» дебютував у вищому дивізіоні. Загалом у вищій лізі чемпіонату України Леонов провів 32 матчі, забив 1 м'яч. Також з командою Дмитро дебютував на євроарені, взявши участь у кваліфікаційному матчі Ліги Європи проти хорватського «Хайдука». Після закінчення терміну дії договору 31 травня 2017 року покинув клуб.
13 липня 2017 року підписав контракт з клубом Першої ліги «Колос» (Ковалівка). 6 липня 2018 року стало відомо що одеський «Чорноморець» підписав Дмитро Леонова. 27 лютого 2019 року «Чорноморець» та Дмитро домовилися про дострокове розірвання контракту за взаємною згодою сторін.

## Особисте життя
Його молодший брат Юрій (1996) — футболіст, який виступав в чемпіонаті Криму за клуб «Євпаторія»

## Досягнення
- Перша ліга чемпіонату України
  -  Чемпіон (1): 2014/15
  -  Срібний призер (1): 2012/13
  -  Бронзовий призер (1): 2013/14

- Кубок України
  - 1/2 фіналу (1): 2015/16